# Rhathimomyia nitidula
Rhathimomyia nitidula là một loài ruồi trong họ Asilidae. Rhathimomyia nitidula được Lynch & Arribálzaga miêu tả năm 1882.